# Aleiodes curtispina
Aleiodes curtispina är en stekelart som först beskrevs av Granger 1949.  Aleiodes curtispina ingår i släktet Aleiodes och familjen bracksteklar. Inga underarter finns listade i Catalogue of Life.